# Gisbert Schneider (Biochemiker)

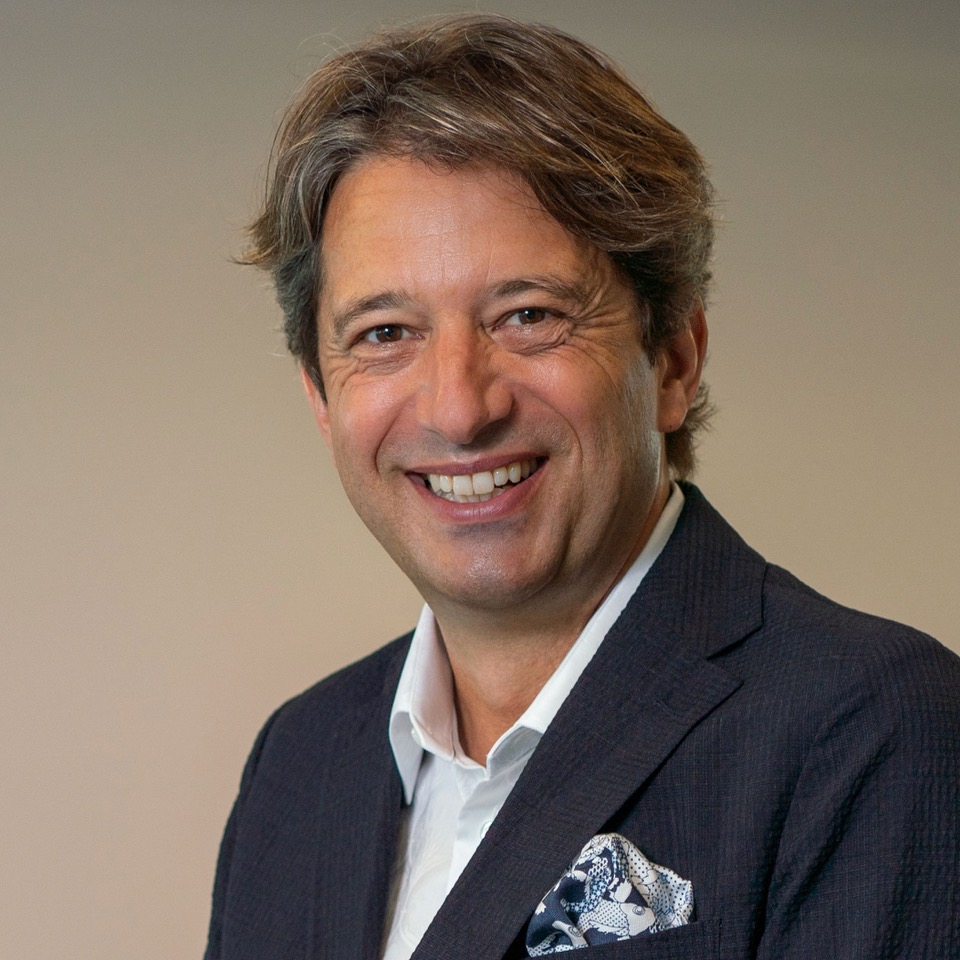
Gisbert Schneider (2021)

Gisbert Schneider (* 10. Oktober 1965 in Fulda) ist ein Biochemiker und Bioinformatiker an der ETH Zürich mit deutscher und Schweizer Staatsangehörigkeit.

## Leben und Wirken
Schneider studierte an der Freien Universität Berlin Biochemie, Medizin und Informatik. 1994 promovierte er mit der Arbeit „Protein-Design in machina: Künstliche neuronale Netze und simulierte molekulare Evolution“. Als Postdoktorand arbeitete er am Universitätsklinikum Benjamin Franklin, am Massachusetts Institute of Technology, an der Universität Stockholm und am Max-Planck-Institut für Biophysik.
Von 1997 bis 2001 forschte Schneider für Hoffmann–La Roche in Basel. Im Jahre 2000 habilitierte er sich an der Albert-Ludwigs-Universität Freiburg und wurde 2002 auf die Beilstein Stiftungsprofessur für Chemie- und Bioinformatik an die Johann Wolfgang Goethe-Universität Frankfurt am Main berufen. Seit 2010 ist Schneider Professor für Computer-Assisted Drug Design an der ETH Zürich, Department of Biosystems Science and Engineering sowie Department of Chemistry and Applied Biosciences. Von 2018 bis 2020 war er Associate Vice President ETH Global. Von 2021 bis 2023 führte er als Direktor das Singapore-ETH Centre in Singapore und hat seit 2024 ein Mandat in dessen Board of Directors. Seit 2024 ist er zudem Mitglied des Innovationsrats der Schweizerischen Agentur für Innovationsförderung, Innosuisse. Er ist Mitbegründer mehrerer Biotech Startup-Unternehmen und CEO der Xanadys GmbH, Zürich.
Schneider gilt als Pionier auf dem Gebiet des gezielten Moleküldesigns durch maschinelles Lernen. Mittels künstlicher Intelligenz können die von ihm entwickelten Computerprogramme die Wirksamkeit von Arzneistoffen vorhersagen, Arzneimittelkandidaten mit gewünschten Eigenschaften entwerfen und die Erfolgschancen bei der Entwicklung neuer Medikamente erhöhen. Schneider prägte die Begriffe „Scaffold Hopping“ und „Frequent Hitter“. Von 2001 bis 2018 war er Chefredakteur der Fachzeitschrift Molecular Informatics. 
Seit 2014 ist er ein Highly Cited Researcher. Laut Google Scholar hat Schneider einen h-Index von 91 laut Datenbank Scopus einen von 72 (Stand jeweils November 2024).

## Auszeichnungen (Auswahl)
- 2014 Elected Fellow der Universität Tokio[8]
- 2018 Herman Skolnik Award der American Chemical Society[9][10]
- 2021 Science Breakthrough of The Year Award der Falling Walls Foundation[11]
- 2021 Prous Institute – Overton and Meyer Award der European Federation for Medicinal Chemistry[12]
- 2022 Ernst Schering Preis der Schering Stiftung[4]
- 2022 Gmelin-Beilstein-Denkmünze der Gesellschaft Deutscher Chemiker[5][13]